# Baños de Molgas
Baños de Molgas – gmina w Hiszpanii, w prowincji Ourense, w Galicji, o powierzchni 67,64 km². W 2011 roku gmina liczyła 1774 mieszkańców.